# Jeg Må Ha' En Coach
Jeg Må Ha' En Coach! er det første studiealbum fra den danske rapper Einar Enemark, kendt fra MC Einar, i et samarbejde med KunTakt. De fleste af teksterne er skrevet af Rune T. Kidde. Albummet blev udgivet på LongLife Records i 2011. Det modtog fire ud af seks stjerner i musikmagasinet GAFFA.

## Trackliste
1. "Reality På Reality" - 3:18
2. "Jeg Må Ha' En Coach!" - 4:00
3. "Venus Er Skumfødt" - 4:08
4. "Kloakdæksler Klapper" - 4:54
5. "Pengekværnen Kværner" - 5:30
6. "Forårshopper" - 4:34
7. "Den Lille Pige Med Engangslighteren" - 4:52
8. "Tågedansernat" - 5:55
9. "Einar 2.0" - 3:29
10. "Natkattetagfat" - 2:53